# Kim E-Z
Kim Ei-ji (Corea del Sur, 31 de enero de 1979) es una cantante surcoreana e integrante del grupo femenino surcoreano Baby V.O.X.

## Predebut
Se graduó de la Universidad Kyung Hee en el programa de danza de 1997.

## Carrera
Como la mayor de las integrantes, fue la líder de Baby V.O.X y se le asignó el rol 'sexy' del grupo. Fue la rapera y sub vocalista del grupo.
En marzo de 2006, después de que Baby V.O.X se disolvió, decidió perseguir la carrera de actuación. También ha trabajado como presentadora para MNET.
Está casada con Song Hyun Seok, un administrador, desde abril de 2010 y dio a luz a su primer hijo el 5 de abril de 2011.